# Zuid-Duits voetbalkampioenschap 1900/01
In 1900/01 werd het derde voetbalkampioenschap gespeeld dat georganiseerd werd door de Zuid-Duitse voetbalbond. Nadat in de eerste twee jaar voornamelijk clubs uit het zuidwesten aan de competitie deelnamen in de regio van de Rijn kwamen er nu ook clubs uit andere regio's. 
In Frankfurt werdere meerdere clubs opgericht, in het Württembergse Stuttgart werden de Kickers opgericht en in Beieren Bayern München. Ook 1. FC Nürnberg en FV 1900  Kaiserslautern werden in 1900 opgericht, echter traden niet alle clubs meteen de Zuid-Duitse bond bij. De verre verplaatsingen waren niet altijd interessant voor de clubs en zo werden in Karlsruhe, Mannheim en Frankfurt lokale voetbalbonden opgericht. 
De eindronde werd gespeelde over meerdere wedstrijden en was niet overzichtelijk. Karlsruher FV werd uiteindelijk kampioen zonder de finale te spelen. 

## Deelnemers aan de eindronde
| Club                         |
| ---------------------------- |
| FC Bayern München            |
| Frankfurter FC Germania 1894 |
| Frankfurter FC Victoria 1899 |
| Karlsruher FV                |
| 1. Hanauer FC 1893           |
| Freiburger FC                |
| FC Stuttgarter Cickers       |
| 1. FC Pforzheim              |
| Straßburger FC Donar         |
| Darmstädter FC               |
| Straßburger FV               |

## Eindronde
|                 |                 |       |               |  |
| 4 november 1900 | 1. FC Pforzheim | 0 – 6 | Karlsruher FV |  |
| 4 november 1900 |                 |       |               |  |

|                  |                |       |                      |  |
| 11 november 1900 | Straßburger FV | 6 – 0 | Straßburger FC Donar |  |
| 11 november 1900 |                |       |                      |  |

|                  |                    |       |                              |  |
| 11 november 1900 | 1. Hanauer FC 1893 | 3 – 3 | Frankfurter FC Germania 1894 |  |
| 11 november 1900 |                    |       |                              |  |

Na het gelijkspel zou er een replay komen, maar hiervoor trad Hanau niet aan. 
|                  |                        |       |               |  |
| 18 november 1900 | FC Stuttgarter Cickers | 0 – 9 | Karlsruher FV |  |
| 18 november 1900 |                        |       |               |  |

|                  |                              |       |                              |  |
| 25 november 1900 | Frankfurter FC Victoria 1899 | 1 – 0 | Frankfurter FC Germania 1894 |  |
| 25 november 1900 |                              |       |                              |  |

De wedstrijd tussen de Frankfurtse clubs werd in de 76ste minuut stilgelegd door de invallende duisternis, de stand bij stopzetting werd behouden. 
|                 |               |       |               |  |
| 2 november 1900 | Freiburger FC | 0 – 4 | Karlsruher FV |  |
| 2 november 1900 |               |       |               |  |

|                  |                   |               |               |  |
| 30 december 1900 | FC Bayern München | Niet gespeeld | Karlsruher FV |  |
| 30 december 1900 |                   |               |               |  |

De wedstrijd werd niet gespeeld omdat beide clubs geen volledig elftal konden opstellen. 
|                  |                |       |                              |  |
| 10 februari 1901 | Darmstädter FC | 5 – 1 | Frankfurter FC Victoria 1899 |  |
| 10 februari 1901 |                |       |                              |  |

|              |               |        |                |  |
| 3 maart 1901 | Karlsruher FV | 15 – 0 | Darmstädter FC |  |
| 3 maart 1901 |               |        |                |  |

### Finale
|  |                   |               |               |  |
|  | FC Bayern München | Niet gespeeld | Karlsruher FV |  |
|  |                   |               |               |  |

De nieuw geplande wedstrijd werd afgelast omdat Bayern München door de slechte weersomstandigheden niet had kunnen trainen voor de finale. KFV werd hierop uitgeroepen tot kampioen. Nadat het weer beter werd en er weer getraind kon worden reisde Bayern München op 21 maart af naar het Oostenrijkse Graz en verloor daar met 4-1 van Grazer AK.